# 순청구

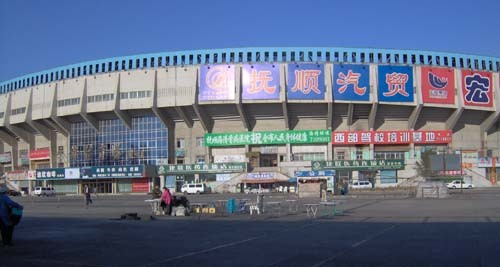

순청구(한국어: 순성구, 중국어: 顺城区, 병음: Shùnchéng Qū)는 중화인민공화국 랴오닝성 푸순 시의 행정구역이다. 넓이는 277km2이고, 인구는 2007년 기준으로 420,000명이다.

## 행정 구역
6개 가도, 1개 진, 2개 향을 관할한다.
- 가도: 长春街道, 河东街道, 新华街道, 抚顺城街道, 将军堡街道, 葛布街道.
- 진: 前甸镇.
- 향: 河北乡, 会元乡.